# Луций Гостилий Катон
Луций Гостилий Катон (лат. Lucius Hostilius Cato; умер после 187 года до н. э.) — римский военачальник и политический деятель из плебейского рода Гостилиев, претор 207 года до н. э.

## Биография
Луций Гостилий принадлежал к незнатному плебейскому роду. Политическую карьеру он делал совместно с братом Авлом: в 207 году до н. э. братья Катоны были преторами (Луций исполнял одновременно обязанности городского претора и претора по делам иностранцев), в 201 году до н. э. были в числе децемвиров, занимавшихся разделом между ветеранами новых владений Рима в Апулии и Самнии. Наконец, в 190 году до н. э. Луций и Авл Гостилии были легатами в армии Луция Корнелия Сципиона, разбившей царя Антиоха III.
По возвращении в Рим в 187 году до н. э. братьев Катонов привлекли к суду вместе со Сципионом по обвинению в присвоении контрибуции, которую заплатил Антиох. Авл был приговорён к крупному денежному штрафу, а Луция присяжные оправдали.